# Regno di Livonia
Il Regno di Livonia (in russo Ливонское королевство) era uno stato cliente in quello che oggi è il territorio dell'Estonia e della Lettonia. Lo zar russo Ivan IV dichiarò l'istituzione del regno durante la guerra di Livonia (1558-1583), ma non fu mai istituito effettivamente un governo stabile. Il 10 giugno 1570, il duca Magnus di Holstein arrivò a Mosca, dove fu incoronato re di Livonia. Magnus prestò giuramento di fedeltà a Ivan come suo signore supremo e ricevette da lui lo statuto corrispondente per il regno vassallo di Livonia in quello che Ivan considerava suo possedimento.

## Storia
Il trattato tra Magnus e Ivan IV fu firmato da un opričnik e da un membro della zemskij sobor, il diak Vasiliy Shchelkalov. Nonostante i territori del futuro nuovo regno dovevano ancora essere conquistati, fu scelto il castello di Põltsamaa come futura residenza ufficiale del re. Il nuovo re Magnus di Livonia partì da Mosca alla guida di 20.000 soldati russi per la conquista di Reval controllata dal Regno di Svezia. La speranza di Ivan di ottenere il sostegno politico del re Federico II di Danimarca, fratello maggiore di Magnus, fallì. Alla fine di marzo del 1571 Magnus abbandonò la lotta per Reval e smise l'assedio.
Nel 1577, avendo Ivan compreso che Magnus ormai agiva per conto proprio lo abbandonò al proprio destino: non ricevendo neppure il sostegno del fratello, Magnus invitò la nobiltà livoniana ad appoggiarlo in una lotta contro l'occupazione straniera. Le forze di Ivan lo attaccarono e lo fecero prigioniero. Al suo rilascio rinunciò al titolo reale. Magnus trascorse gli ultimi sei anni della sua vita nel castello di Pilten nella diocesi di Curlandia, dove morì (marzo 1583). La fine della guerra di Livonia nell'agosto del 1583 aveva già da qualche anno significato la cessazione del regno: la maggior parte del territorio della Terra Mariana (ducato di Curlandia e Semigallia e ducato di Livonia) passò sotto il controllo della Confederazione polacco-lituana, mentre la zona più settentrionale finì in mano agli svedesi che vi costituirono l'Estonia svedese.